# Sidi Jaber
Sidi Jaber (àrab سيدي جابر) és una comuna rural de la província de Béni Mellal de la regió de Béni Mellal-Khénifra. Segons el cens de 2014 tenia una població total de 20.432 persones.